# Aleksandr Gàlitx
Aleksandr Gàlitx (rus: Алексáндр Гáлич)  (Dniprò, 19 d'octubre de 1918 - París, 15 de desembre de 1977), nom complet amb patronímic Aleksandr Arkàdievitx Gàlitx (rus: Алекса́ндр Арка́дьевич Га́лич ( ? i  escolteu-ne la pronunciació en rus), ucraïnès: Олександр Аркадійович Галич Oleksandr Arkàdiovitx Hàlitx; nascut Aleksandr Arónovitx Guinzburg, rus: Алекса́ндр Аро́нович Ги́нзбург ( ? i  escolteu-ne la pronunciació en rus), ucraïnès: Олександр Аркадійович Гінзбург, Oleksandr Arkàdiovitx Hinzburh, fou un poeta, guionista, dramaturg, novel·lista, cantautor i dissident soviètic. Membre de la Unió Nacional de Solidaristes Russos (NTS). «Gàlitx» (rus: Галич) és el seu nom de ploma, format per les lletres del seu cognom i nom, Guinzburg («Г»), Aleksandr («Ал») i el seu patronímic Arkàdievitx («ич»).

## Biografia
Va néixer el 19 d'octubre de 1918 a Iekaterinoslav (ara Dniprò), Ucraïna, en una família d'intel·lectuals jueus. El seu pare, Aron Samóilovitx Guinzburg, era economista, i la seva mare, Fanni Boríssovna Veksler, treballava en un conservatori de música. Durant la major part de la seva infància va viure a Sebastòpol. Abans de la Segona Guerra Mundial va entrar a l'Institut de Literatura Maksim Gorki; després es va traslladar a l'Estudi d'Òpera i Drama de Konstantín Stanislavski, i després a l'Estudi-Teatre d'Aleksei Arbúzov i Valentín Plútxek (en 1939). Quan va esclatar la Gran Guerra Patriòtica, Gàlitx va ser reclutat a l'exèrcit. Però la junta mèdica va descobrir que tenia un defecte congènit del cor i s'alliberà del servei.
Va escriure obres de teatre i guions de cinema. A final de la dècada de 1950, va començar a escriure cançons i a cantar-les acompanyant-se amb la seva guitarra. Sota la influència de la tradició de romanç de la ciutat russa i l'art d'Aleksander Vertinski, Gàlitx va desenvolupar la seva pròpia veu dins del gènere. Pràcticament sense ajuda va crear el gènere de la «cançó bard». Moltes de les seves cançons parlaven de la Segona Guerra Mundial i la vida dels interns als camps de concentració —temes que Vladímir Vissotski també va començar a abordar si fa no fa al mateix temps. Va aconseguir fer-se popular entre la gent amb l'adveniment del magnetòfon.
Les seves primeres cançons, tot i que bastant innocents políticament parlant, estaven, però, clarament fora de to amb l'estètica soviètica oficial. Van marcar un punt d'inflexió en la vida creativa de Gàlitx, ja que abans d'això, ell era un home de lletres soviètic força reeixit. Això al seu torn també va ser provocat per l'estrena avortada de la seva obra Matrósskaia Tixinà (rus: Матросская тишина; 'El silenci del mariner'), escrita per al recentment inaugurat Teatre Sovremennik. L'obra, ja assajada, va ser prohibida pels censors, que afirmaven que l'autor tenia una visió distorsionada de la funció dels jueus a la Gran Guerra Pàtria. Aquest episodi Gàlitx el descriu més endavant en una història autobiogràfica titulada Generalnaia Repetítsia (rus: Генеральная репетиция; 'Assaig general').
La cada cop més aguda crítica del règim soviètic, per part de Gàlitx, en la seva música, li va causar molts problemes. Després que es va establir el 1970, el dissident Comitè de Drets Humans a l'URSS va incloure Gàlitx com a membre honorari. Li fou prohibit donar concerts públics. De fet, li fou prohibida qualsevol activitat professional i laboral. Es va guanyar la vida cantant les seves cançons als pisos, els anomenats «concerts de la casa» que arreplegaven molt pocs ingressos. Les seves cançons es van distribuir i comunicar amb enregistraments clandestins, a través dels quals es va fer cada vegada més popular, tot i que el KGB els confiscava durant els registres.
El 1971, va ser expulsat de la Unió d'Escriptors Soviètics, a la qual s'havia unit el 1955. El 1972, va ser expulsat de la Unió de Cineastes. Aquest any es va convertir a l'Església Ortodoxa i fou batejat per Aleksandr Men.
Gàlitx es va veure obligat a emigrar de la Unió Soviètica el 1974. Al principi visqué a Noruega durant un any, i allà va fer els seus primers enregistraments fora de l'URSS. Aquests van ser transmesos per Radio Liberty, un emissora de ràdio promoguda pels Estats Units i prohibida a l'URSS. Les seves cançons es van fer immensament populars a l'escena underground pel fet de ser obertament crítiques cap al govern soviètic. Més tard es va traslladar a Múnic i finalment a París.
A la nit del 15 de desembre de 1977 va morir tràgicament per una descàrrega elèctrica al connectar l'antena al televisor. Si bé la seva mort sembla haver estat un accident, alguns creuen que va ser un assassinat, ja sigui per part del KGB de la CIA (Gàlitx era conegut per ser un nostàlgic; es va negar a acceptar la ciutadania estatunidenca i vivia amb el seu document de viatge per a refugiats: es deia que el govern soviètic pensava en el seu retorn a l'URSS com a forma de fer mal a la reputació del moviment dissident soviètic) I com la seva dona estigué absent tot el dia, ningú no va ser testimoni de les circumstàncies exactes de la seva mort. En diverses entrevistes, la seva filla del primer matrimoni, Alena Gàlitx-Arkhànguelskaia, va dir que mai havia cregut en la versió oficial i que sospitava que Vladímir Vissotski va estar involucrat en la mort del seu pare (suposadament va visitar Gàlitx el dia de l'accident). També va dir que la policia francesa no va dur a terme una investigació adequada, i que la vídua, Anguelina Nikolàievna, va rebre xantatge per part de la direcció de Radio Liberty (propietat del govern dels Estats Units) que es va obstinar en la versió accident: «de manera que considerarem que és un accident laboral mortal i li pagarem una renda anual. Altrament, no li pagarem ni un franc i haurà de deixar el pis». Alhora, alguns dels seus amics de París —el poeta Vassili Betaki i Mikhaïl Xemiakin, en particular— van admetre que la seva mort va ser un accident, de fet, a conseqüència de la seva falta d'experiència en l'electrònica, i afirmaren que totes les especulacions estaven fora de lloc. Aleksandr Gàlitx va ser enterrat el 22 de desembre de 1977, prop de París, al Cementiri rus de Sainte-Geneviève-des-Bois (amb un error en la data de naixement).
El 12 de maig de 1988, a petició de la filla del poeta, Alena Arkhànguelsk, Aleksandr Gàlitx fou readmès a la Unió de Cineastes de l'URSS, i el 15 de maig de 1988 ho fou a la Unió d'Escriptors Soviètics. En l'estiu de 1993, a Aleksandr Gàlitx li fou retornada la ciutadania russa.
El 2003, a Akademgorodok (Novossibirsk), on havia actuat el 1968, es va posar la primera placa commemorativa a un edifici. El mateix any es va fundar la Societat Memorial Aleksandr Gàlitx.